# Zemessardze
La Guardia nazionale della Lettonia (lettone: Zemessardze (ZS)) è una parte delle forze armate nazionali. La GN è un componente di base terrestre, costituita da volontari che svolgono i doveri tradizionali della guardia nazionale, come risposta alla crisi e sostegno alle operazioni militari. Composta da tre regioni della Guardia nazionale, prosegue lo sviluppo anche dopo l'adesione della Lettonia alla NATO.

## Storia

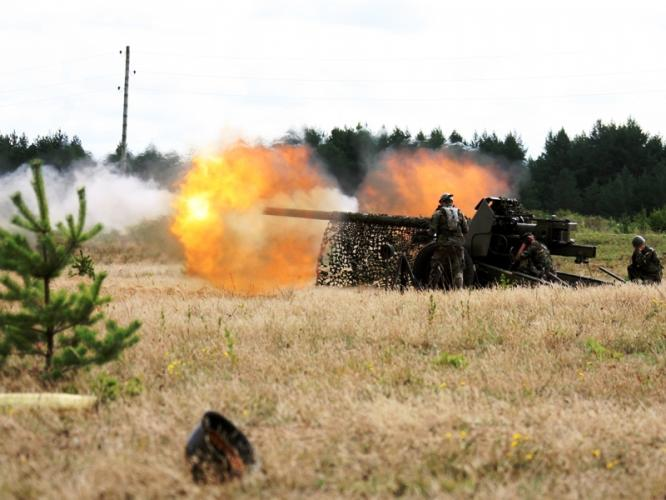
Soldati della Guardia nazionale sparano con l'artiglieria

La Guardia nazionale venne fondata nell'agosto del 1991 come organizzazione volontaria pubblica militare di autodifesa. Le sue radici possono essere rintracciate nell'organizzazione pre-seconda guerra mondiale Aizsargi. È la più grande struttura delle FAN in termini di numeri. La Guardia nazionale ha sempre avuto un ruolo essenziale nel sistema di difesa nazionale, consentendo al pubblico di essere coinvolto nella difesa nazionale. Un certo numero di battaglioni della Guardia nazionale sono stati trasformati in forze di riserva ad alta prontezza, che possono essere implementate immediatamente nelle operazioni militari internazionali.
L'organizzazione giovanile della Guardia nazionale, la Jaunsardze (Guardie della gioventù), venne istituita nel 1992, è il più grande movimento giovanile in Lettonia, che riunisce i giovani a partire dai 12 fino ai 18 anni.
Una componente aeronautica venne introdotta nel 1993, con una flotta di aerei leggeri ex sovietici DOSAAF e alianti. Nel 2000 la componente dell'aviazione entrò a far parte dell'Aeronautica.

## Missione
Il compito principale della Guardia nazionale è quello di sostenere le unità terrestri delle forze regolari difendendo il territorio nazionale durante una minaccia militare ed eseguire supporto al combattimento e funzioni logistiche al combattimento per le FAN. Allo stesso tempo, la Guardia nazionale continuerà a fornire assistenza al pubblico in materia di controllo delle crisi, nonché alla Polizia di Stato in relazione alla fornitura di ordine pubblico, e continua la tutela dei siti di importanza per la sicurezza nazionale.
La missione principale della Guardia nazionale è quella di:
- garantire la lotta e la prontezza della mobilitazione delle sue unità
- fornire formazione giuridica e militare per i soldati della Guardia nazionale
- fornire ordinamento giuridico nazionale.

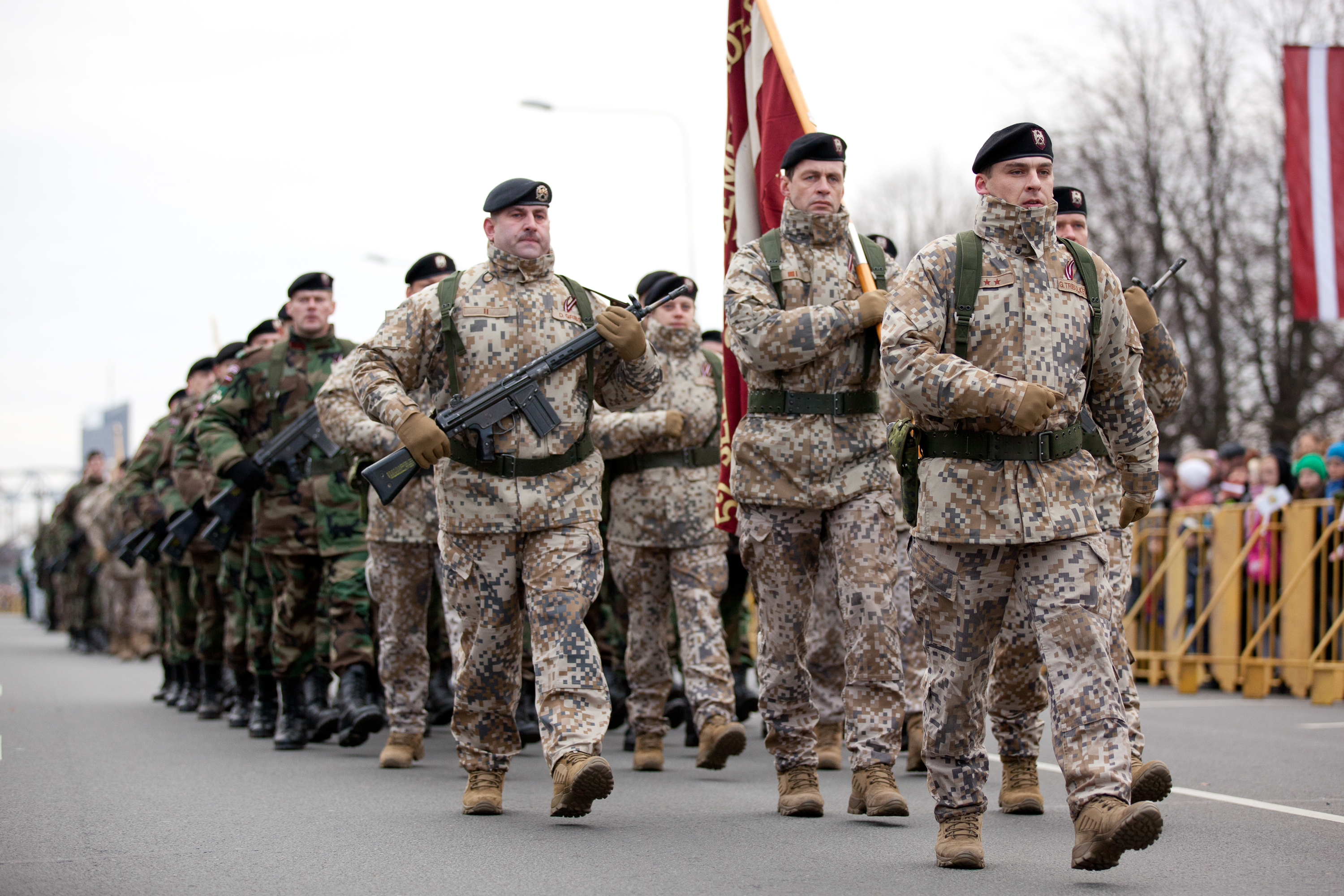
Guardie nazionali durante la parata

## Struttura[1]
Quartier Generale della Guardia nazionale (GN) (Rīga)
- Unità di Difesa Cibernetica GN (Rīga)
- Plotone di Supporto Speciale PSYOPS GN (Valmiera)
- Unione dei Veterani GN (Rīga)
- Orchestra e Coro GN (Rīga)

Regione della Guardia nazionale (RGN) 1 (Liepāja QG):
- Battaglione di Fanteria GN 44 (Liepāja)
- Battaglione di Fanteria GN 46 (Ventspils)
- Battaglione di Fanteria GN 51 (Dobele)
- Battaglione di Fanteria GN 52 (Jelgava)
- Battaglione Logistico GN 45 (Kuldīga)

Regione della Guardia nazionale (RGN) 2 (Rēzekne HQ):
- Battaglione di Fanteria GN 25 (Gulbene)
- Battaglione di Difesa CBRN GN 31 (Alūksne)
- Battaglione di Fanteria GN 32 (Rēzekne)
- Battaglione d'Artiglieria GN 34 (Daugavpils)
- Battaglione Logistico GN 35 (Preiļi)
- Battaglione di Fanteria GN 55 (Aizkraukle)
- Battaglione di Fanteria GN 56 (Jēkabpils)

Regione della Guardia nazionale (RGN) 3 (Rīga HQ):
- Battaglione Studentesco GN (Rīga)
- Battaglione di Difesa Aerea GN 17 (Rīga)
- Battaglione Logistico GN 19 (Rīga)
- Battaglione di Fanteria 22 (Valmiera)
- Battaglione di Fanteria GN 27 (Cēsis)
- Battaglione del Genio GN 54 (Ogre)

## Equipaggiamento

### Veicoli militari
| Nome             | Immagine | Origine     | Tipo                      | Varianti         | Quantità | Note                  |
| Camion           | Camion   | Camion      | Camion                    | Camion           | Camion   | Camion                |
| ---------------- | -------- | ----------- | ------------------------- | ---------------- | -------- | --------------------- |
| Scania           |          | Svezia      | Camion                    | P93              |          |                       |
| Mercedes-Benz    |          | Germania    | Camion                    | MB1017           |          |                       |
| Unimog           |          | Germania    | Camion                    | MB406            |          |                       |
| Volvo            |          | Svezia      | Camion                    | VOLVO934         |          | Eliminazione graduale |
| Volvo            |          | Svezia      | Camion                    | VOLVO Viking 939 |          | Eliminazione graduale |
| Veicoli leggeri  |          |             |                           |                  |          |                       |
| Mercedes-Benz    |          | Germania    | SUV                       | MB G-Class 240GD |          |                       |
| HMMWV            |          | Stati Uniti | SUV                       |                  |          |                       |
| CUCV             |          | Stati Uniti | SUV                       |                  |          |                       |
| Jeep             |          | Stati Uniti | SUV                       |                  |          |                       |
| Volvo            |          | Svezia      | SUV                       | C303 C304 C306   |          |                       |
| Special vehicles |          |             |                           |                  |          |                       |
| Bv 206           |          | Svezia      | Veicolo cingolato anfibio | Bv 206A Bv 206F  |          |                       |

### Armi
| Nome                 | Immagine    | Origine          | Tipo                  | Varianti            | Quantità    | Note        |
| Artiglieria          | Artiglieria | Artiglieria      | Artiglieria           | Artiglieria         | Artiglieria | Artiglieria |
| -------------------- | ----------- | ---------------- | --------------------- | ------------------- | ----------- | ----------- |
| Škoda vz53           |             | Cecoslovacchia   | Cannone da campagna   | 100mm caliber       |             |             |
| Mortai pesanti       |             |                  |                       |                     |             |             |
| 2B11                 |             | Unione Sovietica | Mortaio               | 120 mm caliber      |             |             |
| Armi anticarro       |             |                  |                       |                     |             |             |
| Pvpj 1110            |             | Svezia           | Cannone senza rinculo | 90 mm caliber       |             |             |
| Carl Gustav          |             | Svezia           |                       | 84 mm caliber       |             |             |
| Armi di difesa aerea |             |                  |                       |                     |             |             |
| Bofors 40mm          |             | Svezia           |                       | Bofors 40mm L/70    |             |             |
| Fucili mitragliatori |             |                  |                       |                     |             |             |
| Carl Gustav          |             | Svezia           |                       | M45                 |             |             |
| Fucili d'assalto     |             |                  |                       |                     |             |             |
| Heckler & Koch G36   |             | Germania         |                       | Heckler & Koch G36K |             |             |
| Heckler & Koch G3    |             | Germania         |                       | AK4                 |             |             |
| Mitragliatrici       |             |                  |                       |                     |             |             |
| FN MAG               |             | Belgio           |                       | FN MAG              |             |             |
| M2 Browning          |             | Stati Uniti      |                       | M2                  |             |             |
| Heckler & Koch HK21  |             | Germania         |                       | HK 21               |             |             |
| RPK                  |             | Unione Sovietica |                       | RPK                 |             |             |
| Fucili di precisione |             |                  |                       |                     |             |             |
| PGM Hécate II        |             | Francia          |                       | Hecate2             |             |             |

## Cooperazione
La Guardia nazionale ha stabilito una stretta collaborazione con organizzazioni simili all'estero - la Michigan Army National Guard statunitense, l'Australian Army Reserve, il Territorial Army britannico, e le organizzazioni della Guardia nazionale di Danimarca, Svezia, Norvegia, Lituania ed Estonia.